# Liste der Biografien/Burm
Liste der Biografien |
Portal Biografien |
Personensuche
# |
A |
B |
C |
D |
E |
F |
G |
H |
I |
J |
K |
L |
M |
N |
O |
P |
Q |
R |
S |
T |
U |
V |
W |
X |
Y |
Z |
?
 
Ba |
Be |
Bd |
Bg |
Bh |
Bi |
Bj |
Bl |
Bm |
Bn |
Bo |
Br |
Bs |
Bu |
Bw |
By |
Bz
 
Bua |
Bub |
Buc |
Bud |
Bue |
Buf |
Bug |
Buh |
Bui |
Buj |
Buk |
Bul |
Bum |
Bun |
Buo |
Buq |
Bur |
Bus |
But–Buz
 
Bura |
Burb |
Burc |
Burd |
Bure |
Burf |
Burg |
Burh |
Buri |
Burj |
Burk |
Burl |
Burm |
Burn |
Buro |
Burp |
Burq |
Burr |
Burs |
Burt |
Buru |
Burv |
Burw |
Burx |
Bury |
Burz
Die Liste der Biografien führt alle Personen auf, die in der deutschsprachigen Wikipedia einen Artikel haben. Dieses ist eine Teilliste mit 118 Einträgen von Personen, deren Namen mit den Buchstaben „Burm“ beginnt.

## Burm
- Burm, Kris (* 1957), belgischer Spieleautor

### Burma
- Burma, Phani (* 1897), bengalischer Schauspieler und Filmregisseur
- Burmaa, Otschirbatyn (* 1982), mongolische Ringerin
- Burmakin, Wladimir Anatoljewitsch (* 1967), russischer Schachgroßmeister
- Burman, Adolf Sigismund von (1637–1701), deutscher Geistlicher und Beamter am kurkölnischen Hof
- Burman, Anders (1928–2013), schwedischer Jazzmusiker und Musikproduzent
- Burman, Barney, US-amerikanischer Maskenbildner
- Burman, Ben Lucien (1895–1984), US-amerikanischer Journalist und Schriftsteller
- Burman, Bob (1884–1916), US-amerikanischer Automobilrennfahrer
- Burman, Carina (* 1960), schwedische Autorin und Literaturwissenschaftlerin
- Burman, Daniel (* 1973), argentinischer Filmregisseur
- Burman, Erik (1897–1985), schwedischer Eishockey- und Bandyspieler
- Burman, Frans (1628–1679), niederländischer reformierter Theologe
- Burman, Frans (1671–1719), niederländischer reformierter Theologe
- Burman, Frans (1708–1793), niederländischer reformierter Theologe
- Burman, Jens (* 1994), schwedischer Skilangläufer
- Burman, Johannes (1706–1779), niederländischer Arzt und Botaniker
- Burman, Karl (1882–1965), estnischer Architekt und Aquarellmaler
- Burman, Mike (* 1974), kanadischer Eishockeyspieler
- Burman, Nicolaas Laurens (1734–1793), niederländischer Botaniker
- Burman, Pieter der Ältere (1668–1741), niederländischer klassischer Gelehrter
- Burman, Pieter der Jüngere (1713–1778), niederländischer Philologe
- Burman, Rahul Dev (1939–1994), indischer Komponist des Hindi-Films
- Burman, Sachin Dev (1906–1975), indischer Komponist
- Burman, Sandip (* 1969), US-amerikanischer Tabla- und Sitar-Spieler
- Burman, Shivika (* 1989), indische Tennisspielerin
- Burman, Thomas R. (* 1940), US-amerikanischer Maskenbildner und Spezialeffektkünstler
- Burmann, Christoph (* 1962), deutscher Wirtschaftswissenschaftler
- Burmann, Emma (1821–1902), deutsche Philanthropin und Stiftungsgeberin
- Bürmann, Frank (* 1964), deutscher Maler und Bildhauer
- Burmann, Fritz (1892–1945), deutscher Maler
- Burmann, Gottlob Wilhelm (1737–1805), deutscher Dichter und Journalist
- Burmann, Hans (* 1937), spanischer Kameramann
- Bürmann, Hans Heinrich († 1817), deutscher Mathematiker und Lehrer
- Burmann, Johann Peter von (1642–1696), deutscher Politiker und Weihbischof in Köln
- Burmann, Ludger (* 1956), deutscher Schauspieler
- Burmann, Maximilian Heinrich von (1648–1685), Weihbischof von Trier
- Burmann, Sigfrido (1890–1980), deutsch-spanischer Maler, Bühnenbildner und Filmarchitekt
- Burmann, Ulrich (1887–1970), deutscher Jurist und Politiker (SPD)
- Burmann, Wilhelm (1939–2020), deutscher Balletttänzer, Ballettmeister und Ballettpädagoge
- Burmann, Wolfgang (* 1940), spanischer Filmarchitekt
- Burmansson, Jennie-Lee (* 2002), schwedische Freestyle-Skisportlerin

### Burme
- Burmeister, Annelies (1928–1988), deutsche Sängerin
- Burmeister, Armin, deutscher Basketballspieler
- Burmeister, Arnold (1899–1988), deutscher Generalleutnant im Zweiten Weltkrieg
- Burmeister, August (1888–1970), deutscher Lehrer, Museumsführer, Kunstsammler und -förderer
- Burmeister, Brigitte (* 1940), deutsche Literaturwissenschaftlerin und Schriftstellerin
- Burmeister, Christfried (1898–1965), estnischer Eisschnellläufer
- Burmeister, Enno (1929–2017), deutscher Architekt, Denkmalpfleger und Hochschullehrer
- Burmeister, Felix (* 1990), deutscher Fußballspieler
- Burmeister, Florian (* 1997), deutscher Handballspieler
- Burmeister, Franz (1633–1672), deutscher evangelischer Kirchenlieddichter
- Burmeister, Friedrich (1771–1851), deutscher Theaterschauspieler und Sänger (Tenor)
- Burmeister, Friedrich (1888–1968), deutscher Politiker (RPD, DDP, CDU), MdV
- Burmeister, Friedrich (1890–1969), deutscher Geophysiker
- Burmeister, Godeke († 1459), Kaufmann und Ratsherr der Hansestadt Lübeck
- Burmeister, Günter (* 1960), deutscher Jurist und Richter am Bundesverwaltungsgericht
- Burmeister, Hans (* 1932), deutscher Grafiker und Maler
- Burmeister, Harald (* 1966), deutscher Schauspieler und Musiker
- Burmeister, Heiko (* 1965), deutscher Handballspieler und -trainer
- Burmeister, Heinrich (1883–1946), deutscher Reichsgerichtsrat
- Burmeister, Heinz (1913–1972), deutscher Politiker (FDP), MdL
- Burmeister, Heinz (1920–1995), deutscher Neurochirurg und Hochschullehrer
- Burmeister, Helmut (* 1940), deutscher Historiker
- Burmeister, Hermann (1807–1892), deutscher NaturwissenschaftlerHermann Burmeister (1807–1892)

Hermann Burmeister (1807–1892)

- Burmeister, Jana (* 1989), deutsche Fußballspielerin
- Burmeister, Jens (* 1967), deutscher Autor
- Burmeister, Joachim (1564–1629), Komponist der Spätrenaissance
- Burmeister, Joachim (1939–1999), deutscher Jurist und Hochschullehrer
- Burmeister, Johannes (1576–1638), deutscher evangelisch-lutherischer Pastor, Propst und Generalsuperintendent
- Burmeister, Kai (* 1976), deutscher Gewerkschafter (IG Metall) und Volkswirt
- Burmeister, Karin (1942–2023), deutsche Frauenrechtlerin und Kommunalpolitikerin (Bündnis 90/Die Grünen)
- Burmeister, Karl Heinz (1936–2014), deutscher Historiker und Jurist
- Burmeister, Klaus (* 1954), deutscher Zukunftsforscher
- Burmeister, Lars (* 1984), deutsches Topmodel
- Burmeister, Margot (* 1957), deutsche Juristin, Richterin, Gerichtspräsidentin
- Burmeister, Olaf (* 1960), deutscher Schauspieler
- Burmeister, Otto (* 1878), deutscher Pädagoge
- Burmeister, Paul (1847–1923), deutscher Maler
- Burmeister, Peter (1941–2019), deutscher Mathematiker und Hochschullehrer
- Burmeister, Richard (1860–1944), deutscher Pianist
- Burmeister, Saskia (* 1985), australische SchauspielerinSaskia Burmeister (* 1985)

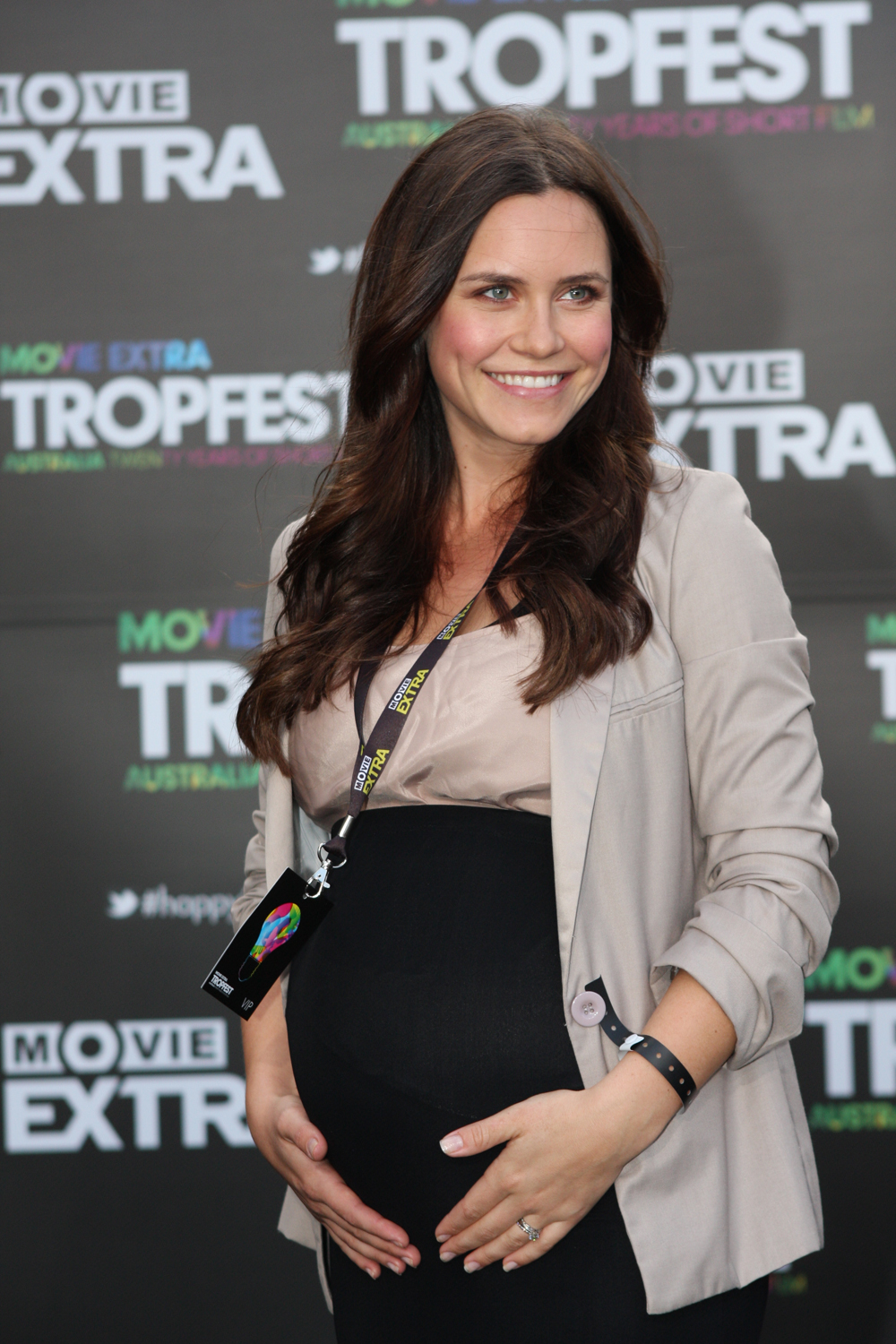
Saskia Burmeister (* 1985)

- Burmeister, Siegfried (1906–1998), deutscher Maler, Musiker und Schriftsteller der Neuen Moderne
- Burmeister, Timon (* 2002), deutscher Fußballspieler
- Burmeister, Ursel (* 1928), deutsche Handballspielerin
- Burmeister, Walter (1894–1980), deutscher Rassentheoretiker und NS-Kriegsverbrecher
- Burmeister, Walther (1924–2009), deutscher Pädiater und Hochschullehrer
- Burmeister, Werner (1895–1945), deutscher Kunsthistoriker
- Burmester, Albert Konrad (1908–1974), deutscher Bootsbauer und Schriftsteller
- Burmester, Andreas (* 1951), deutscher Chemiker, Kunsttechnologe und Kunsthistoriker
- Burmester, Carl (1901–1934), deutscher Kommunist und Widerstandskämpfer gegen den Nationalsozialismus
- Burmester, Carl (* 1905), deutscher Sozialdemokrat und Widerstandskämpfer gegen den Nationalsozialismus
- Burmester, Christoph Anton (1762–1838), deutscher Deichgraf zu Oldenburg
- Burmester, Dieter (1946–2015), deutscher Unternehmer und Musiker
- Burmester, Ernst (1877–1917), deutscher impressionistischer Maler
- Burmester, Ernst (1893–1965), deutscher Werftbesitzer und Gründer der Burmester Werft
- Burmester, Gabriele (* 1947), deutsche Rechtswissenschaftlerin und Hochschullehrerin
- Burmester, Georg (1864–1936), deutscher Maler
- Burmester, Gerd-Rüdiger (* 1953), deutscher Rheumatologe
- Burmester, Gustav (1904–1995), deutscher Architekt
- Burmester, Gustav (1904–1978), deutscher Schauspieler, aber vor allem Fernseh- und Hörspielregisseur
- Burmester, Heinrich (1839–1889), niederdeutscher Schriftsteller
- Burmester, Henry, australischer Jurist und Verwaltungsbeamter
- Burmester, Ingeborg († 1995), deutsche Sopranistin
- Burmester, Johann Friedrich (1795–1855), deutscher evangelisch-lutherischer Pastor
- Burmester, Karl (* 1911), deutscher Staatsbeamter und SS-Führer
- Burmester, Leo (1944–2007), US-amerikanischer Schauspieler
- Burmester, Ludwig (1840–1927), deutscher Mathematiker, Ingenieur und Erfinder der Burmester-Schablonen
- Burmester, Rudolf (1888–1979), deutscher Politiker (CDU), MdL
- Burmester, Silke (* 1966), deutsche Journalistin und SchriftstellerinSilke Burmester (* 1966)

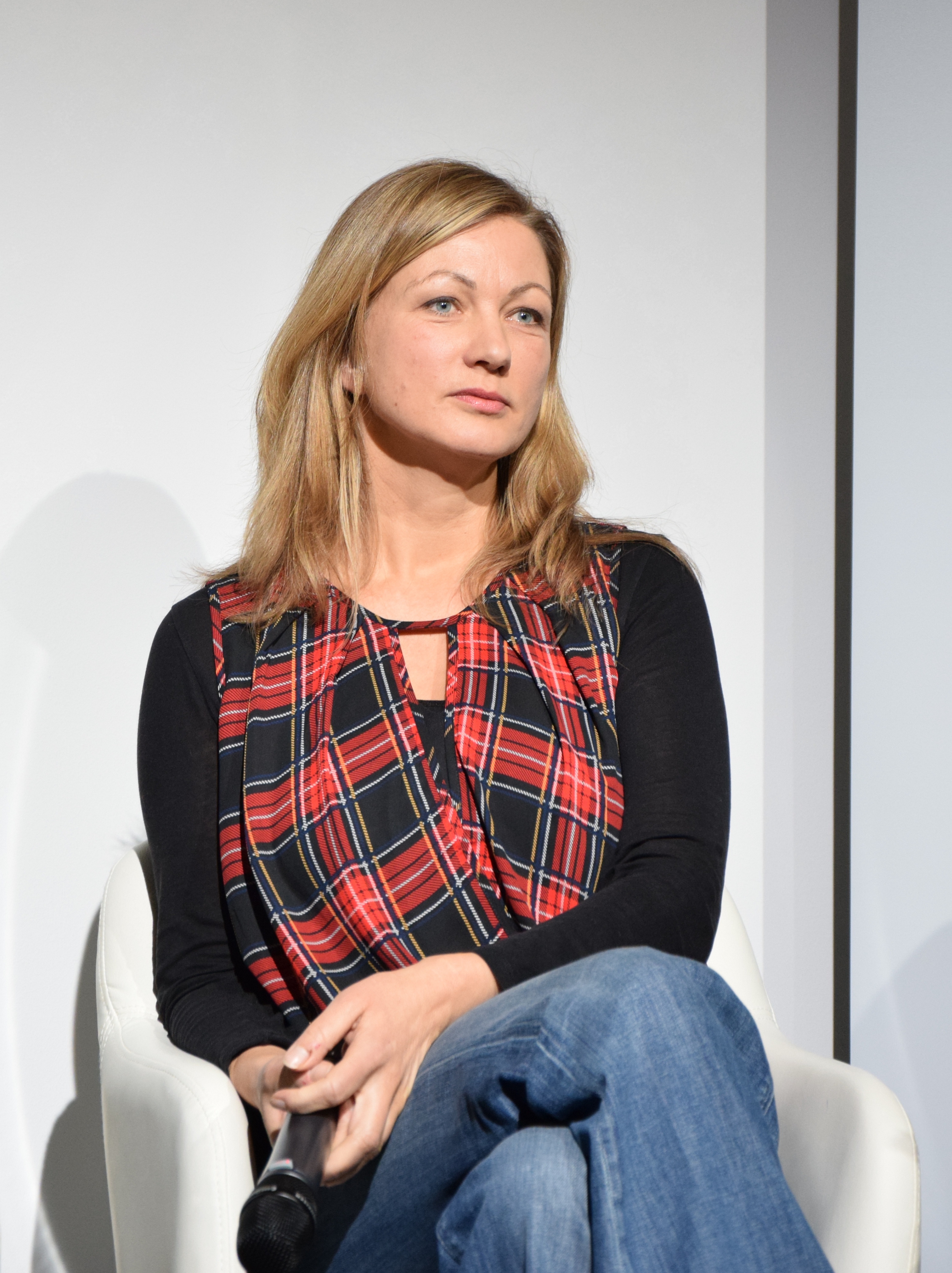
Silke Burmester (* 1966)

- Burmester, Thorsten (* 1965), deutscher Biologe und Professor am Zoologischen Museum der Universität Hamburg
- Burmester, Torsten (* 1963), deutscher Sportfunktionär und Verwaltungsbeamter
- Burmester, Willy (1869–1933), deutscher Violinist

### Burmi
- Burmister, Donald (1895–1981), US-amerikanischer Bauingenieur
- Burmistrow, Alexander Olegowitsch (* 1991), russischer Eishockeyspieler
- Burmistrow, Nikita Alexandrowitsch (* 1989), russischer Fußballspieler
- Burmistrowa, Kateryna (* 1979), ukrainische Ringern

### Burmo
- Burmow, Todor (1834–1906), bulgarischer Politiker und Ministerpräsident